# Listriella dentipalma
Listriella dentipalma är en kräftdjursart som beskrevs av Dauvin och Gentil 1983. Listriella dentipalma ingår i släktet Listriella och familjen Liljeborgiidae. Inga underarter finns listade i Catalogue of Life.